# トッド郡 (ケンタッキー州)

ケンタッキー州内の位置

トッド郡（Todd County）は、アメリカ合衆国ケンタッキー州内に位置する郡である。人口は11,971人（2000年）。郡庁所在地はエルクトン（Elkton）である。この郡は初期の国境警備隊の名士「John Todd」の名を取って命名された。

## 地理
アメリカ合衆国統計局によると、この郡は総面積976 km2 (377 mi2) である。このうち975 km2 (376 mi2) が陸地で2 km2 (1 mi2) が水地域である。総面積の0.16%が水地域となっている。

### 隣接する郡
- ミューレンバーグ郡  (北)
- ローガン郡  (東)
- ロバートソン郡 (テネシー州)  (南東)
- モンゴメリー郡 (テネシー州)  (南西)
- クリスチャン郡  (西)

## 人口動勢
2000年国勢調査で、この郡は人口11,971人、4,569世帯、及び3,367家族が暮らしている。人口密度は12/km2 (32/mi2) である。5/km2 (14/mi2) の平均的な密度に5,121軒の住宅が建っている。この都市の人種的な構成は白人89.32%、アフリカン・アメリカン8.75%、先住民0.15%、アジア0.17%、太平洋諸島系0.03%、その他の人種0.87%、及び混血0.71%である。ここの人口の1.66%はヒスパニックまたはラテン系である。
この郡内の住民は26.60%が18歳未満の未成年、18歳以上24歳以下が8.70%、25歳以上44歳以下が28.40%、45歳以上64歳以下が22.40%、及び65歳以上が14.00%にわたっている。中央値年齢は36歳である。女性100人ごとに対して男性は94.80人である。18歳以上の女性100人ごとに対して男性は92.70人である。
この郡内の世帯ごとの平均的な収入は29,718米ドルであり、家族ごとの平均的な収入は36,043米ドルである。男性は28,502米ドルに対して女性は20,340米ドルの平均的な収入がある。この郡の一人当たりの収入 (per capita income) は15,462米ドルである。人口の17.20%及び家族の14.70%は貧困線以下である。全人口のうち18歳未満の21.90%及び65歳以上の22.00%は貧困線以下の生活を送っている。

## 見所
- w:Old Todd County Courthouse
- w:Milliken Memorial Community House
- Jefferson Davis Monument
- Robert Penn Warren House
- Glover's Cave

## 都市及び町
- エルクトン（郡庁所在地）
- トレントン
- アレンズビル
- Guthrie